# Thomas Hartung
Thomas Hartung (...) è un farmacologo, immunologo e microbiologo tedesco.

## Biografia
Tossicologo di fama mondiale, Hartung è professore di farmacologia, tossicologia, microbiologia molecolare e immunologia, presso la Facoltà di Sanità Pubblica (Johns Hopkins Bloomberg School of Public Health) dell'Università Johns Hopkins di Baltimora e presso l'Università di Costanza. È stato dal 2000 al 2008 direttore dell'ECVAM, il Centro Europeo per la Validazione dei Metodi Alternativi (European Center for the Validation of Alternative Methods) di Ispra (Varese), istituito nel 1993 in supporto delle politiche europee per la limitazione del numero di animali utilizzati nella sperimentazione.
In particolare Hartung ha criticato i test di tossicità effettuati sugli animali definendoli «nient'altro che cattiva scienza» (simply bad science) ed affermando che, d'altra parte, «oggi abbiamo la possibilità di ripartire da zero e sviluppare test [senza animali] basati su prove evidenti, che forniscano un reale valore predittivo»; dichiarazioni a cui la rivista Nature ha dato spazio. È nota anche la sua affermazione secondo cui «Non siamo ratti da 70 kg! Se non fossero stati effettuati tanti test su animali oggi avremmo probabilmente disponibili modi più efficaci di curare le malattie».